# کوچی‌توایت (ماساچوست)
کوچی‌توایت (به انگلیسی: Cochituate) یک منطقهٔ مسکونی در ایالات متحده آمریکا است که در شهرستان میدلسکس، ماساچوست واقع شده‌است. کوچی‌توایت ۱۰٫۸ کیلومتر مربع مساحت و ۶٬۵۶۹ نفر جمعیت دارد و ۵۳ متر بالاتر از سطح دریا واقع شده‌است.